# APHAB
Der APHAB-Fragebogen (Abbreviated Profile of Hearing Aid Benefit) ist ein 24 Fragen umfassender Fragebogen, mittels dessen standardisiert das subjektive Hörvermögen bzw. dessen Beeinträchtigung (Schwerhörigkeit) bei einem Patienten bewertet werden kann. Er wurde 1995 vom Hearing Aid Research Laboratory (HARL) in Memphis (Tennessee) (USA) entwickelt. Vorläufer war ein 66 Fragen umfassender Fragebogen, daher der Hinweis auf „verkürzt“. Insbesondere im Zusammenhang mit einer Hörgeräteversorgung lässt sich durch eine Verbesserung des Hörvermögens in den verschiedenen geschilderten Situationen ein Nutzen des Hörgerätes nachweisen.
Der APHAB-Fragebogen ist in vielen, international gebräuchlichen Sprachen verfügbar.

## Aufbau und Gliederung des APHAB
Der APHAB untersucht mit je sechs Fragen vier verschiedene, standardisierte Hörsituationen vor und nach einer Hörgeräteversorgung eines Patienten:
- EC-Skala: einfache Hörsituationen, Dialog in ruhiger Umgebung (Ease of Communication)
- BN-Skala: Hören mit Störgeräuschen/Nebengeräuschen (Background Noise)
- RV-Skala: Hören von Sprache in Räumen mit Nachhall/Echo (Reverberation)
- AV-Skala: Unbehaglichkeit durch Lärm (Aversiveness of Sounds)

## Bewertung der Fragen durch den Patienten
Der APHAB-Fragebogen umfasst 24 Fragen zu alltäglichen Hörsituationen, die vor und nach einer Hörgeräteversorgung von Patienten auf einer 7-stufigen Skala von A bis G zu beantworten sind. Den kategorialen Werten A–G werden anschließend numerische Werte zugeordnet (A: 0,99 B:0,87 C: 0,75 D:0,5 E: 0,25 F: 0,12, G: 0,01).
„A“ bedeutet, die in der Frage beschriebene Situation belästigt den Patienten zu 99 %, „G“ bedeutet, dass der Patient zu 99 % in dieser Lage keine Probleme hat. Einige Fragen sind invers formuliert, diese müssen vor der Auswertung entsprechend konvertiert werden. Die Differenz der APHAB-Ergebnisse vor und nach einer Hörgeräteversorgung pro Frage ergibt den Nutzen des Hörgerätes in Bezug auf die in der Frage geschilderten Alltagssituationen.
Insgesamt werden zu allen Fragen die zugehörigen Differenzen gebildet (Achtung: die inversen Fragen 1, 9, 11, 16, 19 und 21 müssen vorher skalenmäßig konvertiert werden). Anschließend kann für jede Kategorie (EC, BN, RV, AV) ein Mittelwert vor und nach der Hörgeräteversorgung errechnet werden. Der Nutzen (Benefit) ergibt sich aus der Differenz des entsprechenden Wertes einer Skala „unversorgt“ und „versorgt“.
Eine Gesamtbewertung für die Skalen EC, BN und RV mit erneuter Mittelung aller drei Werte ist möglich. Gleichfalls lässt sich die Summe der EC-, BN- und RV-Werte, im Verhältnis „Benefit“ zu „unversorgt“, multipliziert mit dem Faktor 100, als prozentualer Nutzen darstellen (siehe nachfolgenden Abschnitt).

## Auswertung des APHAB

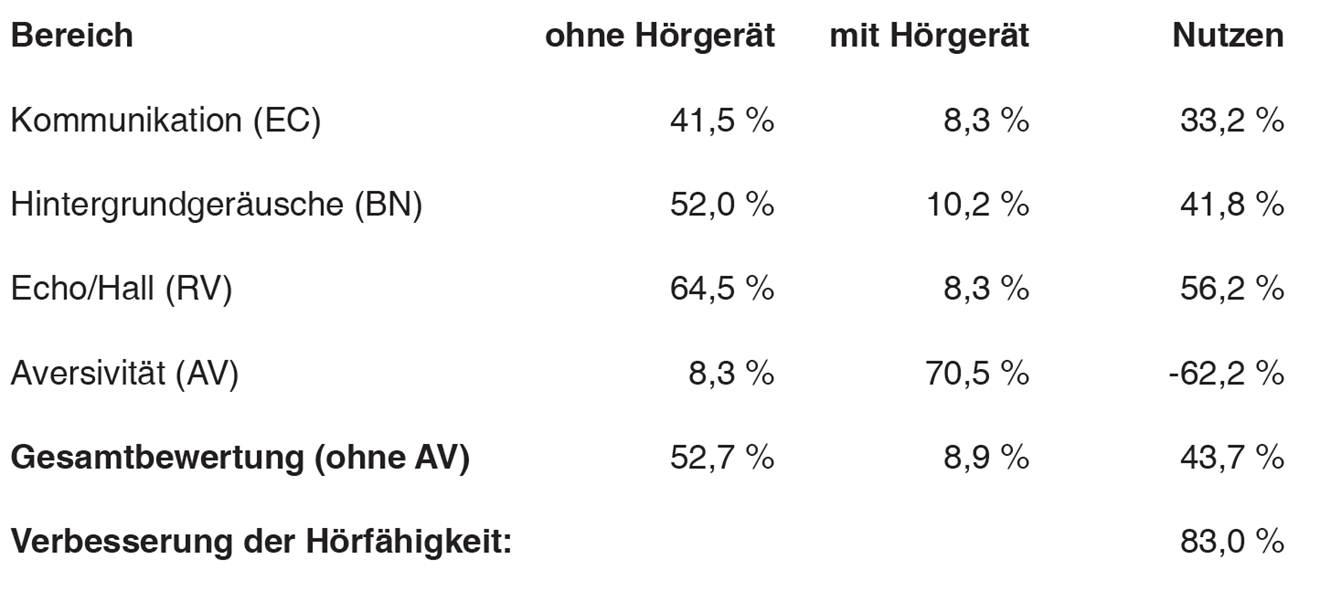
Beispiel für die individuelle APHAB-Auswertung eines Patienten vor und nach einer Hörgeräteversorgung

Die Auswertung des Bogens ermittelt folgende Werte:
- ECx: Durchschnittlicher APHAB-Score in der EC-Skala (Hören in ruhiger Umgebung)
- BNx: Durchschnittlicher APHAB-Score in der BN-Skala (Hören mit Hintergrundgeräuschen)
- RVx: Durchschnittlicher APHAB-Score in der RV-Skala (Hören in hallender Umgebung)
- AVx: Durchschnittlicher APHAB-Score in der AV-Skala (Hören von lauten Geräuschen)

Der Index „x“ kann die folgenden Benennungen haben
- x=u (unaided): WERT der entsprechenden APHAB-Skala vor einer Hörgeräteverordnung
- x=a (aided): WERT der entsprechenden APHAB-Skala nach einer Hörgeräte-Versorgung
- x=b (benefit): [WERT (Skala „unaided“)] MINUS [WERT (Skala „aided“)]

Dies entspricht den durchschnittlichen Nutzen der einzelnen Skalen.
Formeln zur Berechnung der Gesamtbewertung und Verbesserung
- Gesamtbewertung = (Gesamtbewertung ohne Hörgerät) MINUS (Gesamtbewertung mit Hörgerät)= {[Summe (ECu, BNu, RVu)] GETEILT 3} MINUS {[Summe (ECa, BNa, RVa)]GETEILT 3}

Man bildet die Differenz der jeweiligen Durchschnittswerte für die drei Skalen.
- Verbesserung der Hörfähigkeit = Gesamtbewertung {[SUMME (ECb, BNb, RVb)] GETEILT [SUMME Gesamtbewertung ohne Hörgerät (ECu, BNu, RVu)]} x 100

Man setzt die Gesamtbewertung des Nutzens ins Verhältnis zur Gesamtbewertung ohne Hörgerät.
Pro Skala EC, BN und RV muss eine Verbesserung von mindestens 5 Prozentpunkten nach einer Hörgeräteversorgung erzielt werden, damit tatsächlich ein Nutzen der Hörgeräte in dieser Skala vorliegt.

## APHAB-Inventar im Rahmen einer Hörgeräteversorgung
Es ist bekannt, dass ein Sprachverständlichkeitstest bei Hörgeräteträgern nicht vorhersagen kann, in welchem Maße Hörgeräte für Patienten in allen täglichen Sprachsituationen tatsächlich einen Nutzen bewirken können. Somit haben Fragebogeninventare wie der APHAB das Potential, zu einem weiteren Standard zu werden, die den Nutzen einer Hörgeräteeingliederung nachweisen. Daher sind sie auch Bestandteil der Leistungen durch die Gesetzliche Krankenversicherung und des Einheitlichen Bewertungsmaßstabes.
Im Rahmen der Auswertung ist es möglich, vor dem Hintergrund einer größeren Datenbank einen einzelnen Patienten, aber auch eine Arztpraxis vor der Grundgesamtheit der Datenbank zu bewerten.

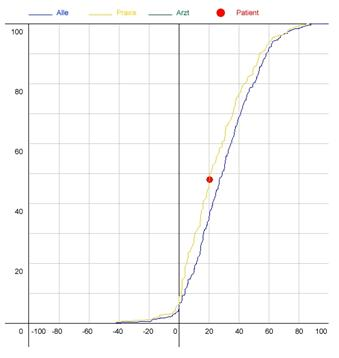
Evaluation eines individuellen Patienten mittels APHAB vor der Grundgesamtheit einer Datenbank